# Cartucho (informática)

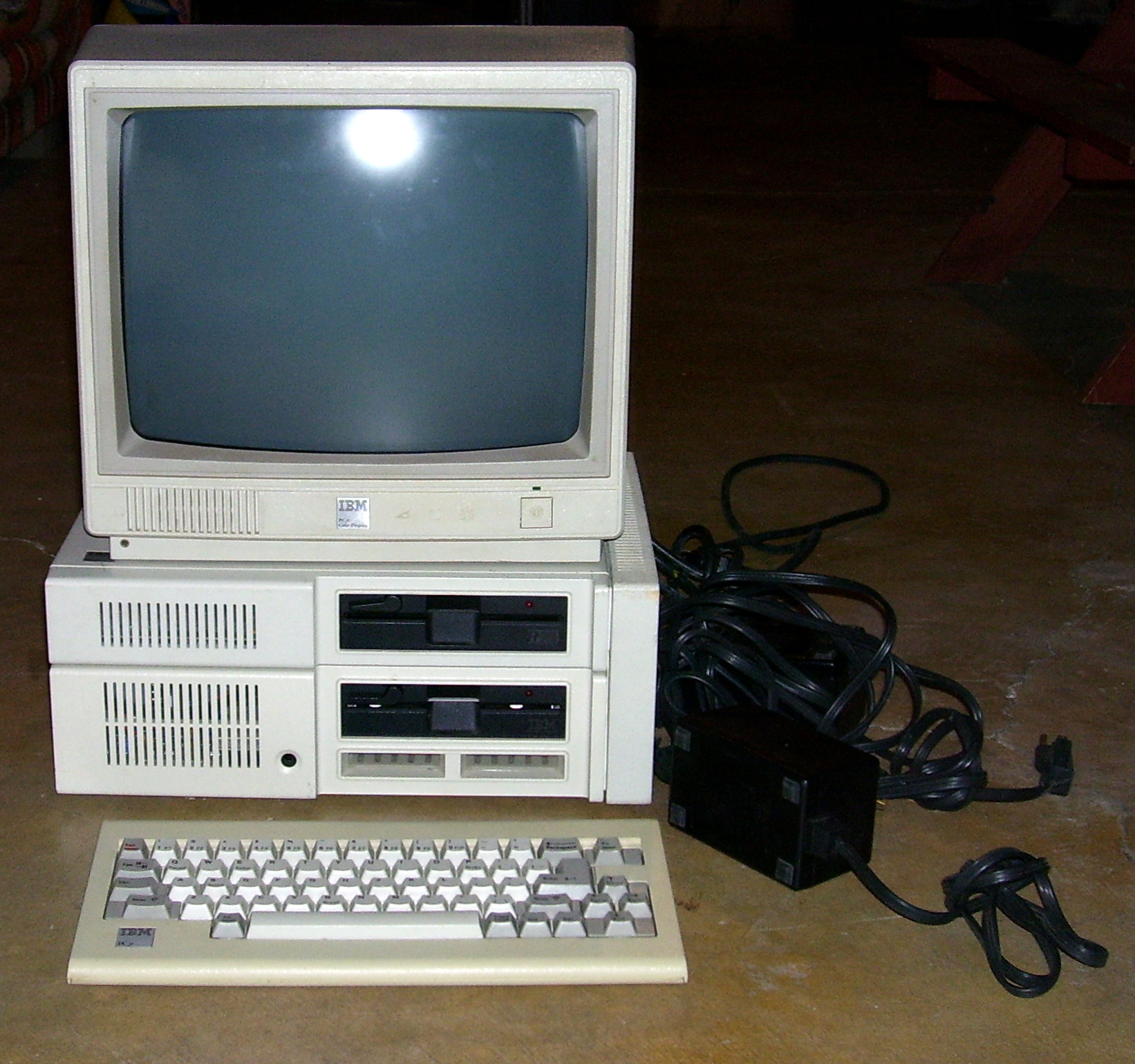
IBM PCjr; dos ranuras para cartucho ROM se encuentran bajo las ranuras para disquete

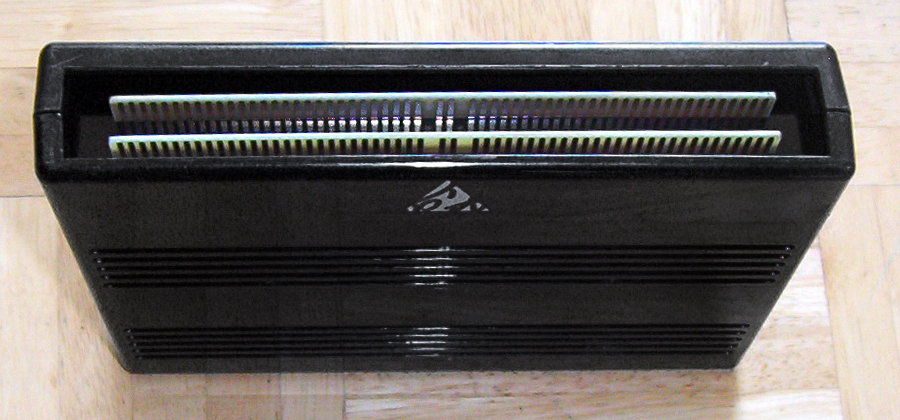
Cartucho para la consola Neo Geo que mide 7.5 in por 5.34 in

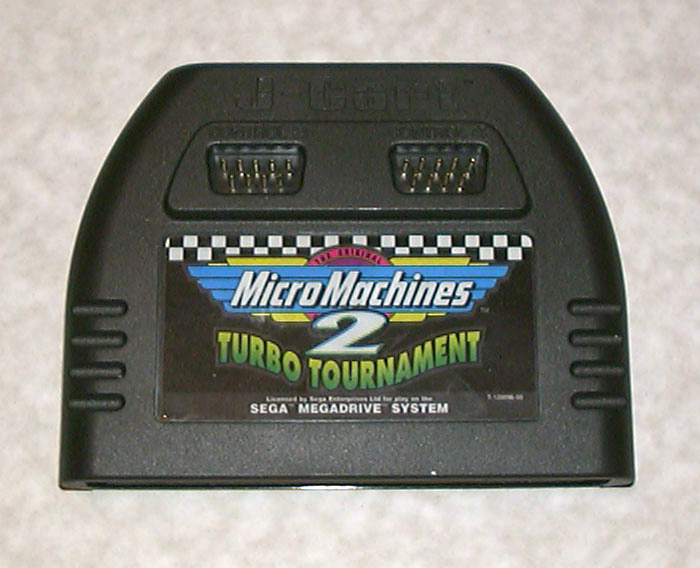
Cartucho de Micro Machines 2 para Sega Mega Drive puertos adicionales para controladores

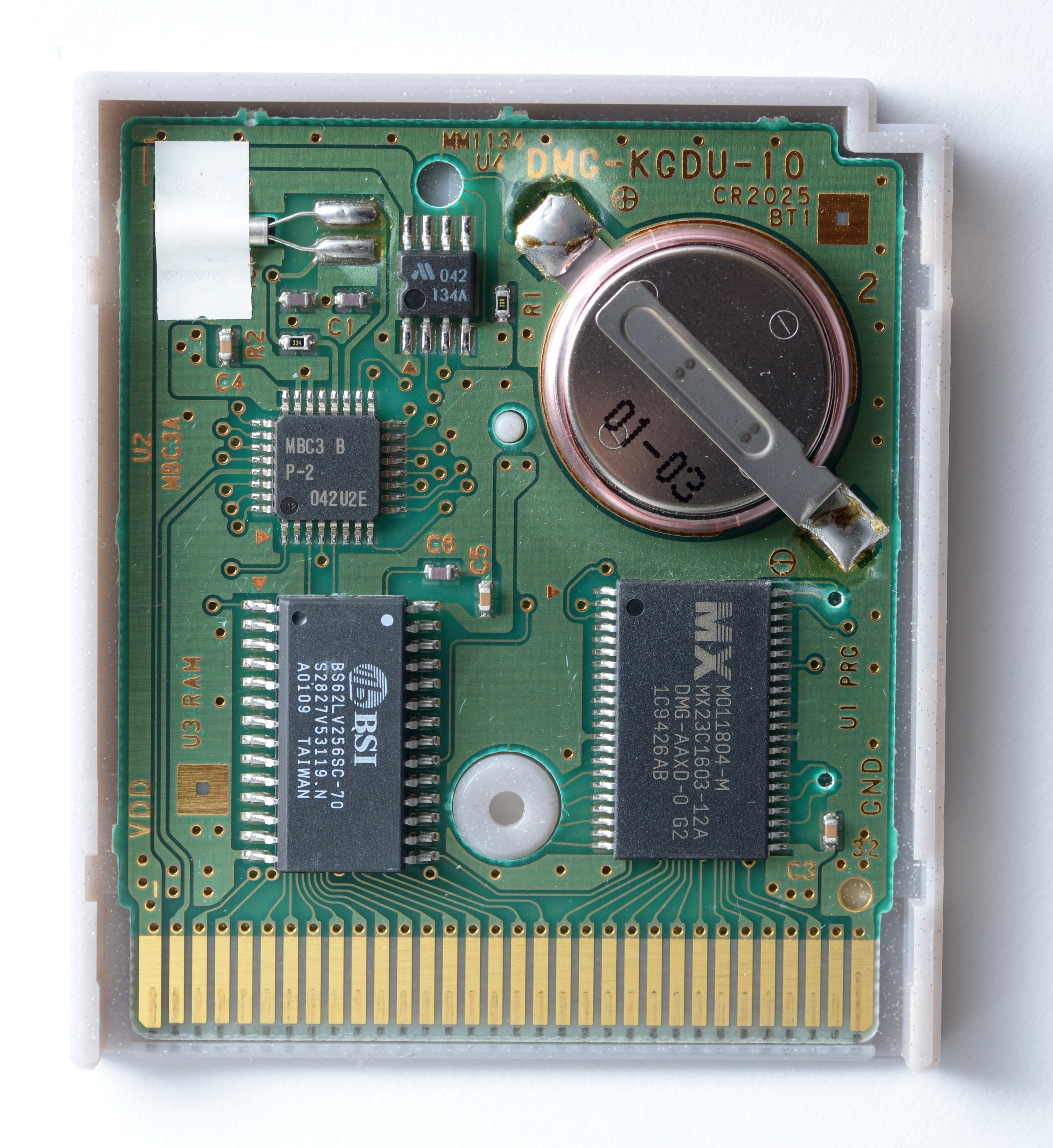
Cartucho abierto para Game Boy con memoria volátil para guardar juegos

Un cartucho ROM, a veces denominado simplemente como cartucho, es una carcasa extraíble que contiene dispositivos de memoria de sólo lectura destinados a ser conectados a un dispositivo de electrónica de consumo, tales como un ordenador personal o una consola de videojuegos. Los cartuchos ROM se pueden utilizar para cargar software, tales como videojuegos, u otros programas de aplicación.
La ranura del cartucho podría ser utilizada para adiciones de hardware, por ejemplo síntesis de habla. Algunos cartuchos tenían memoria estática de acceso aleatorio respaldada por batería permitiendo al usuario guardar información, tales como puntuaciones de juegos cada vez que se usaban.
Los cartuchos ROM permitían al usuario cargar y acceder rápidamente a los programas y datos sin la necesidad de una unidad de disco, que era un periférico caro durante la era del ordenador personal, y sin el uso de casetes, que eran secuencial, lentos, y a menudo poco fiables. Una ventaja para el fabricante fue la relativa seguridad de la distribución de software en forma de cartucho, el cual era difícil para replicar para los usuarios finales. Sin embargo, los cartuchos eran caros de fabricar en comparación con los disquetes o CD-ROM. Desde que las unidades de disco se hicieron más comunes y el software se ha expandido más allá de los límites prácticos de su tamaño, las ranuras para cartuchos desaparecieron de consolas posteriores y computadoras. Los cartuchos todavía se utilizan hoy en día con la consola de juegos híbrida Nintendo Switch

## Uso
Un cartucho es un recipiente que normalmente aloja un tipo de memoria externa rígida, que se conecta a un dispositivo electrónico como: un teléfono móvil, una PDA, un ordenador, una videoconsola, una cámara digital, etc.  A diferencia del formato disco óptico, el formato cartucho no tiene partes móviles.
En un principio cada fabricante creaba un cartucho para su producto, hasta el nacimiento de los estándares como EEPROM, memoria flash o memory card. Existen varios estándares de encapsulados que contienen tarjetas de memoria, promocionados y fabricados por la mayoría de las multinacionales dedicadas a la producción de hardware.
Algunos dispositivos digitales leen más de un tipo de cartucho de tarjeta de memoria para asegurar la compatibilidad. Los cartuchos son resistentes a los rasguños externos, al polvo, y algunos al agua, que han afectado a las formas previas de almacenamiento portátil como: los disquetes, discos compactos y los DVD.

## Videojuegos
La utilización de cartuchos, frente a otras opciones como discos ópticos responde a una larga lista de factores.
El precio de fabricación, que una vez se llega a cierto nivel de unidades es muy bajo, en algunos casos, como las videoconsolas, el control sobre los distribuidores y los fabricantes del producto, que están obligados a utilizar la patente. El formato de cartucho en videoconsolas también permitía la inclusión de chips y piezas especiales dentro del propio cartucho que ampliaba las capacidades de la consola de serie para cada título que lo incluyera, caso del chip Super FX incluido en determinados cartuchos de Super Nintendo o el chip SCC de Konami en algunos de sus cartuchos para la plataforma MSX, por ejemplo. En general, los cartuchos suponen cierta garantía para controlar el software que aparece para una plataforma, al menos frente a los medios habituales como los discos CD o DVD. Además un cartucho no tiene piezas móviles, con lo que es menos probable que un programa sufra daños si recibe algún golpe mientras está en plena lectura. O se bloquee por un bache mientras se viaja en coche o simplemente al levantar los brazos para descansar unos segundos. Son muy apropiados para que los usen los niños.
Este sistema se popularizó con los primeros computadores domésticos, como el Commodore 64, o el Atari 800XL, donde se incluía un puerto especial para la conexión de cartuchos con programas en una memoria ROM. La ventaja de los cartuchos sobre otros medios es la disponibilidad instantánea, sin tiempo de carga, y su mayor resistencia a los daños.
Desde los primeros años 1980 hasta la primera mitad de los años 1990, todas las consolas de videojuegos funcionaban con cartuchos (a excepción de las consolas de videojuegos portátiles). Cuando la tecnología en CD comenzó a ser usada como almacenamiento de datos, la mayoría de las compañías dejaron de usar los cartuchos y pasaron a los CD, ya que estos últimos eran mucho más baratos y tenían una capacidad mayor. Nintendo resistió en solitario, y no creó un sistema basado en discos ópticos hasta varios años después; en su lugar optó por fabricar su consola de "próxima generación" basada en cartuchos, la Nintendo 64. Esta actuación fue cuestionada por muchos empleados, que sostenían que los juegos en cartucho no podrían llegar a ser tan grandes o complejos como los juegos en CD de las consolas de la competencia como la Sony PlayStation. Las consecuencias económicas que sufrió la compañía producto de su osadía marcaron el fin de las consolas de cartuchos; de hecho, el siguiente lanzamiento de Nintendo, la GameCube, presentó un formato basado en DVD. Sin embargo, las consolas de bolsillo de Nintendo, la cual goza prácticamente de un monopolio, continuaron utilizando cartuchos. La Nintendo DS usa un formato específico de memory card, la SD card. Mientras tanto, Sony ha optado por combinar en su videoconsola portátil, la PlayStation Portable, las dos plataformas: usando formato óptico para los videojuegos, llamado UMD y desarrollado por Sony, y a su vez permitiendo descarga de juegos y actualizaciones para los mismos, así como todo tipo de contenido multimedia en un soporte de cartucho llamado Memory Stick.

## Música
El sistema de sonido de 8 pistas (8-track) está considerado como una variedad de cartucho. Aquí, el cartucho contiene una cinta de sonido; de este modo se proporcionan diferentes contenidos usando el mismo reproductor. El cartucho permite manejar más fácilmente la cinta, al tiempo que es un sistema más resistente que tener una cinta suelta. En 1998 se dejaron de fabricar.[cita requerida]